# Maria Isabel Alander
Maria Isabel Alander (* 2. August 1967 in Turku) ist eine finnlandschwedische Schriftstellerin. 

## Leben
Alander ist die Tochter der Schriftsteller Siw Orre (* 1940) und Rainer Alander (* 1937). Sie besuchte bis 1986 die Katedralskolan i Åbo (Gymnasium) und studierte von 1987 bis 1988 an der Theaterhochschule in Helsinki.
Alanders Werke erzählen von den Schattenseiten des Daseins, Destruktivität der Protagonisten und ihrer Zufluchtsmethoden wie beispielsweise Missbrauch verschiedenster Art. Sie selbst sagt über sich:
„Ich beschreibe gewöhnliche Menschen, gewöhnlich ungewöhnliche. Menschen, die entweder glücklich oder unglücklich sind und auf der anderen Seite an einem akuten Unvermögen zu leben leiden.“
Ihre Inspiration erhält sie, speziell in ihren Schaffensphasen, von Sinneseindrücken, Erinnerungen und der Gegenwart, aber auch von Filmen, Theater, Literatur sowie Musik.
Seit 1989 lebt Alander in Stockholm.

## Werke
- Dans i svart klänning (Kurzroman), 1989
- Rymden står i brand, rymden står i blom! (Gedichte), 1991
- Vit skugga (Novellen), 1992